# Середпільці
Середпі́льці — село в Україні, в Шептицькому районі Львівської області. Населення становить 513 осіб.
Свою назву село отримало завдяки розташуванню. Так як воно знаходиться серед поля (навколо нього розташовані великі площі земель) звідки й назва Середпільці - серед поля

## Пам'ятки
- Церква Св. Анни (дер.) 1801 р. Охоронний номер №195 7-М
- будинок І. Ольбрахта (поч. 20 ст.) на вул. Д. Галицького, 25

## Відомі люди
- Береза Богдан Степанович — український театральний режисер, заслужений діяч мистецтв України
- Брилевський Василь Антонович — майор УПА, начальник вишкільного відділу КВШ УПА-Захід